# Henry Hugh Armstead

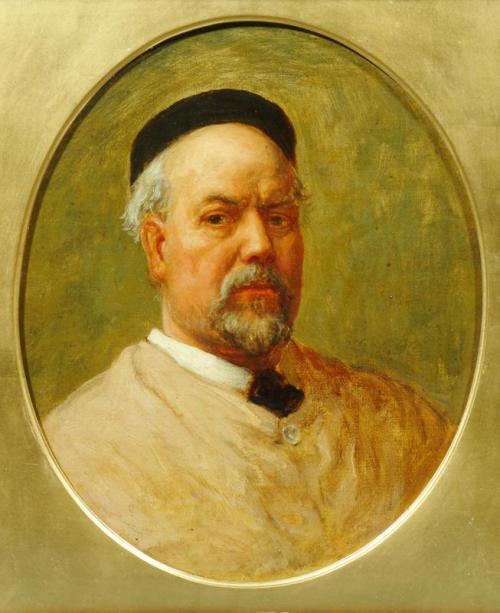
Porträt von Henry Hugh Armstead, 1884, John Evan Hodgson (1831–1895)

Henry Hugh Armstead (* 18. Juni 1828 in Bloomsbury, London; † 4. Dezember 1905 in St John’s Wood, London) war ein englischer Bildhauer, Metallkünstler und Illustrator. Er war ein bedeutender Vertreter der viktorianischen Skulptur und arbeitete eng mit Architekten wie George Gilbert Scott zusammen. Armstead war Mitglied der Royal Academy und wurde durch seine Beiträge zum Albert Memorial sowie durch seine Arbeiten für die Westminster Abbey bekannt.

## Leben
Henry Hugh Armstead wurde als Sohn des Graveurs John Armstead geboren und begann seine Ausbildung in der Werkstatt seines Vaters. Ab dem Alter von 13 Jahren besuchte er die Government School of Design im Somerset House und später private Kunstschulen. Er erhielt auch Unterricht bei dem Bildhauer Edward Hodges Baily. Mit 18 Jahren begann er seine Tätigkeit bei den Gold- und Silberschmieden Hunt & Roskell, wo er als Designer und Graveur arbeitete. Zu seinen frühen Werken zählen das Kean-Testimonial, eine Serie von neun Silberstücken für den Schauspieler Charles Kean, sowie das Outram Shield (1862), das dem General Sir James Outram gewidmet ist.
In den späten 1850er Jahren widmete sich Henry Armstead vermehrt der Bildhauerei. Sein erstes bedeutendes Werk war eine Statue des Aristoteles für das  University Museum of Natural History der Universität Oxford. 1875 wurde Henry Armstead zum Associate der Royal Academy ernannt, 1880 dann zum Vollmitglied. Er starb am 4. Dezember 1905 in seinem Haus in St John’s Wood, London, und wurde auf dem Highgate Cemetery beigesetzt.

## Werk

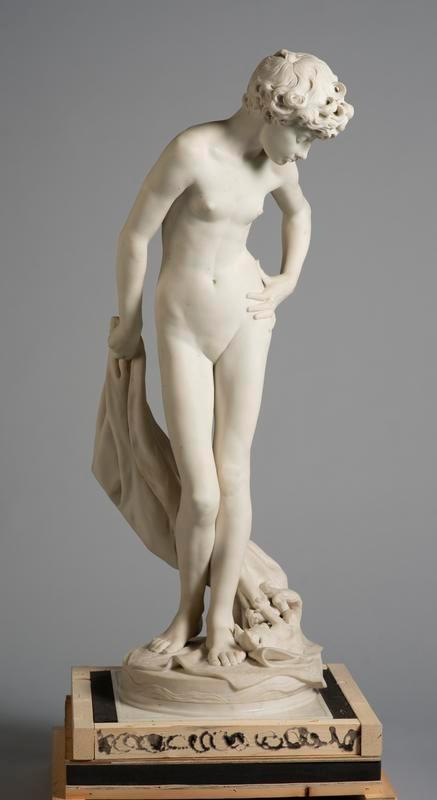
Playmates, 1897 von Henry Hugh Armstead. Aberdeen Art Gallery & Museums

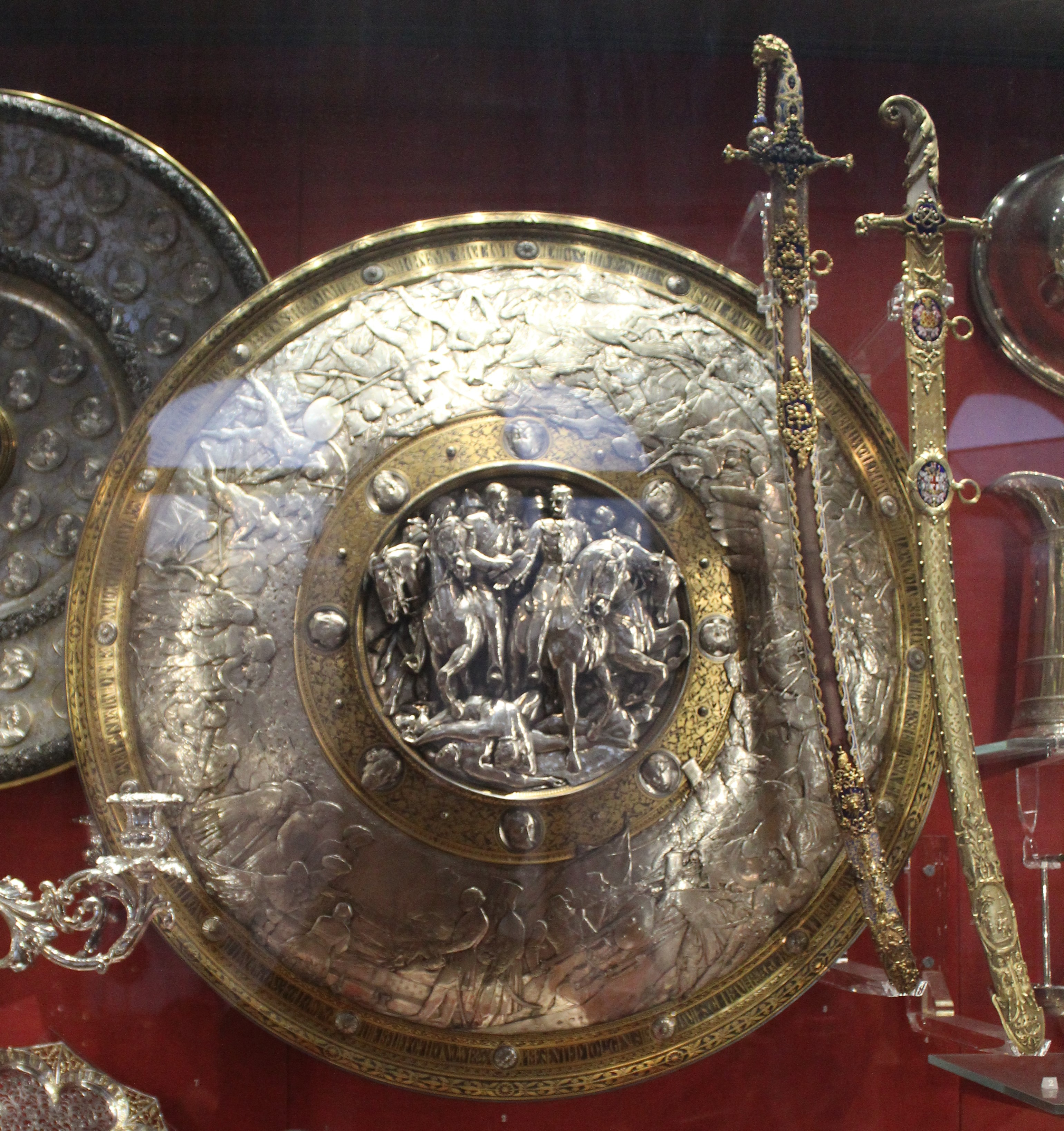
Das Outram Shield, 1862, entworfen und gefertigt von Henry Hugh Armstead als Geschenk (zusammen mit den beiden Schwertern) für Generalleutnant Sir James Outram für seine militärischen Verdienste in Indien. Victoria and Albert Museum, London

Henry Hugh Armstead war stark von den Präraffaeliten beeinflusst. Seine Werke zeichnen sich durch detaillierte Ausführung und die enge Verbindung von Skulptur und Architektur aus. Ein zentrales Werk Armsteads ist das Albert Memorial in London. Er war für die südliche und östliche Seite des Frieze of Parnassus verantwortlich, einem Relief mit 169 lebensgroßen Figuren bedeutender Künstler und Denker. Armstead modellierte unter anderem Homer, Goethe und Beethoven. Die Skulpturen wurden direkt vor Ort aus Campanella-Marmor gefertigt. Für die Westminster Abbey schuf Henry Armstead ab 1867 die Figuren Moses, David, Petrus und Paulus sowie acht kleinere Figuren und Szenen aus dem Leben Christi für den Hochaltar. Zudem gestaltete er die Grabdenkmäler für Lord John Thynne und Erzbischof Archibald Campbell Tait. Henry Armstead arbeitete auch an der äußeren Skulptur des Colonial Office in Whitehall und schuf die große Brunnenanlage im King’s College in Cambridge (1874–1879), einschließlich einer Statue von Heinrich VI.